# Любйонзьке абатство

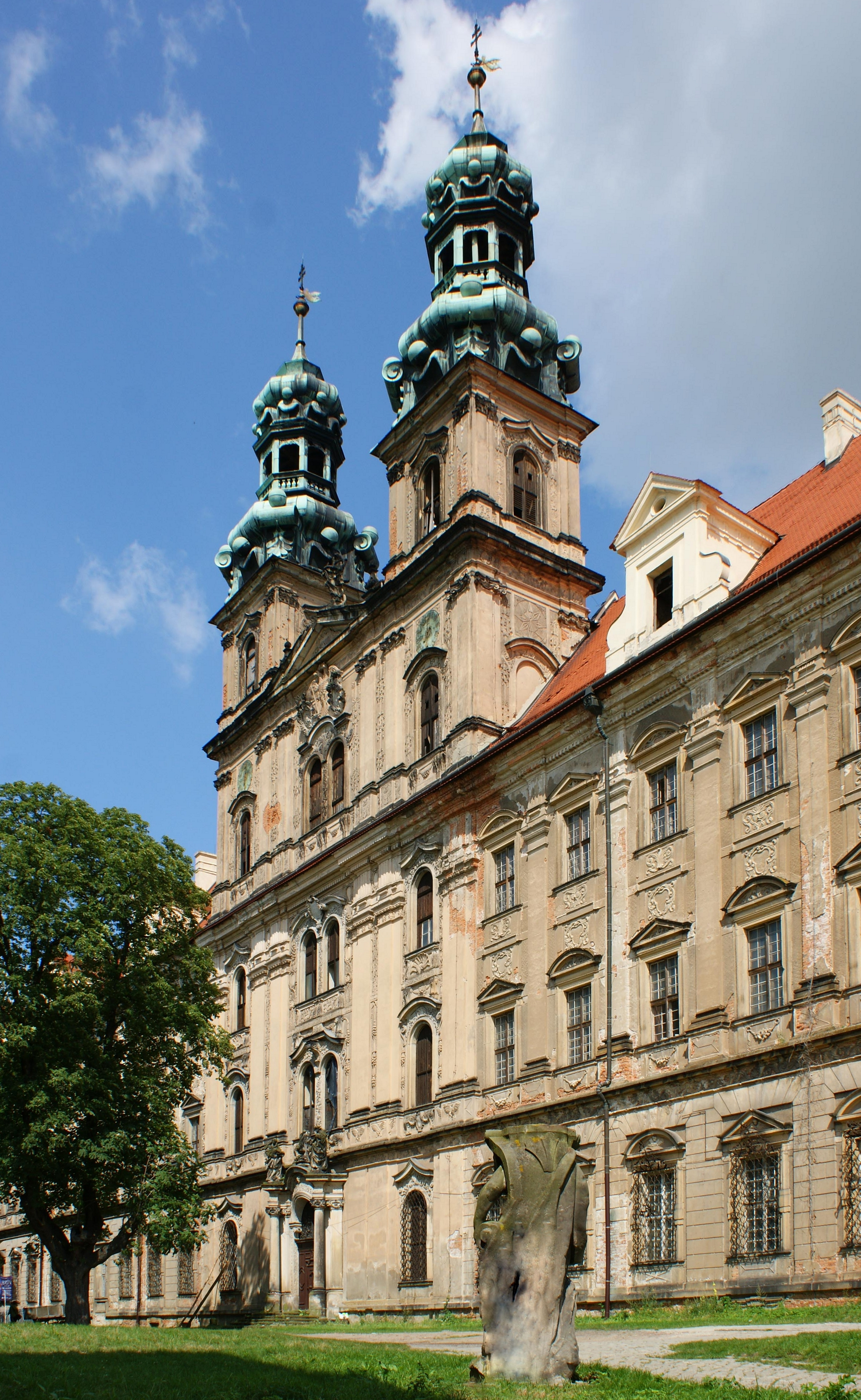
Костел святої Марії в абатстві

Любйонзьке або Любуське абатство (нім. Kloster Leubus; пол. Opactwo cystersów w Lubiążu)―колишній цистерціанський монастир в селі Любйонж (інша назва - Любуш), Нижньосілезьке воєводство, Польща. Розташовано приблизно за 54 км на північний-захід від Вроцлава. Засноване в 1175 році, воно є одним з найбільших християнських архітектурних комплексів в світі, а також вважається шедевром сілезького бароко.

## Опис

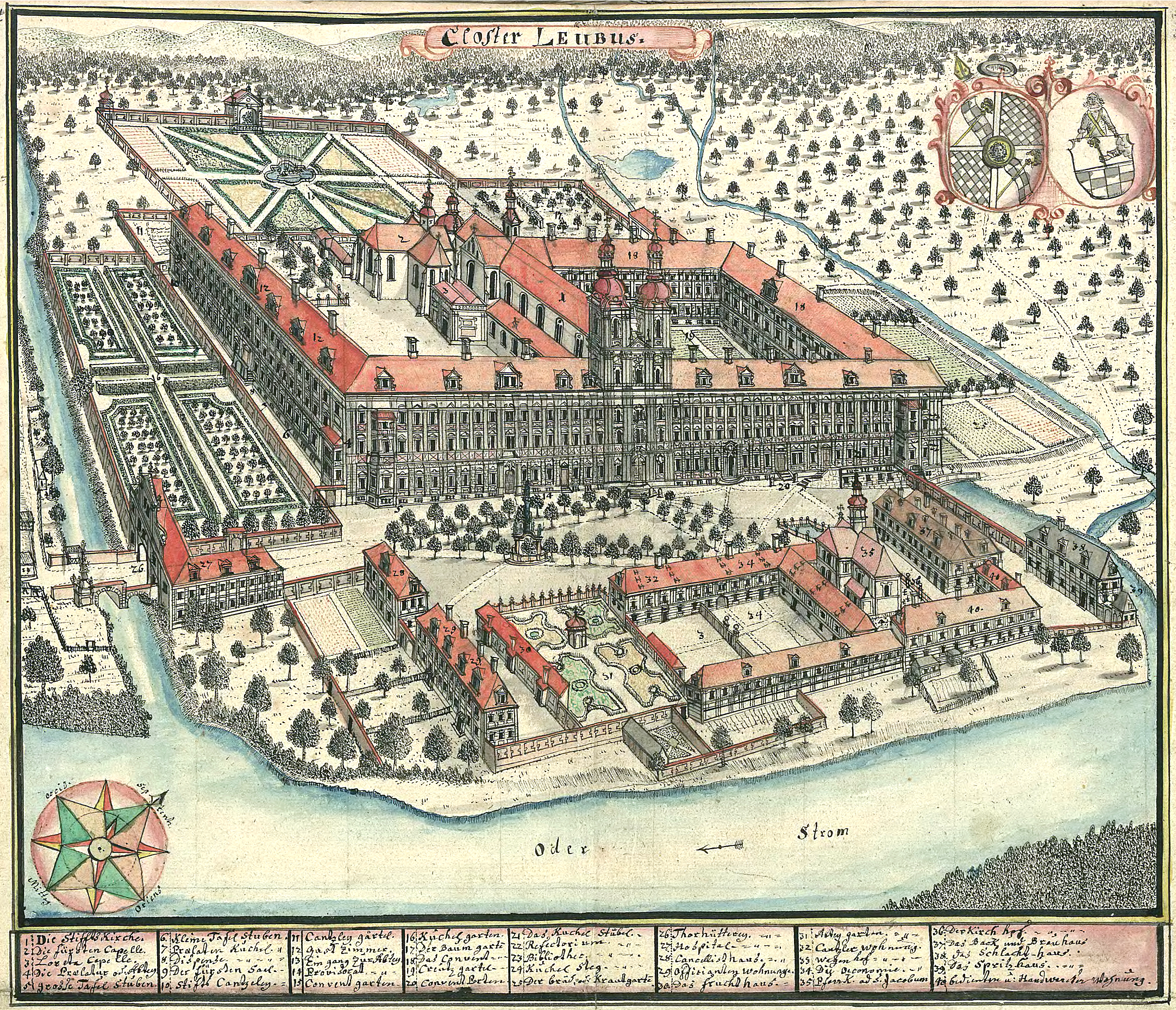
Зображення абатства, картина XVIII століття

Площа даху становить близько 25 000 м². Фасад, що має протяжність 223 м, є найдовшим у Європі після палацу Ель-Ескоріал в Іспанії. У криптах знаходяться 98 добре збережених мумій сілезьких князів. Абатство будувалося протягом століть і було найбільшим цистеріанським монастирем у світі. Нині входить до вищого класу пам'ятників світової культурної спадщини.

## Історія абатства
Монастир розташований недалеко від броду річки Одер. Ймовірно, тут же був зведений бенедиктинський монастир і церква святого Якова близько 1150 року, але були покинуті вже до 1163 року. У цей час територія належала Сілезькому князівству, яку заповів князь Болеслав III Кривоустий своєму старшому сину Владиславу II у 1138 році. У братовбивчому конфлікті польської династії П'ястів, Владислав був вигнаний своїм молодшим братом; вони втікли до Альтенбургу, який належав Священній Римській імпері. Сини Болеслава були відновлені в правах в Сілезії тільки в 1163 за допомогою імператора Фрідріха Барбаросси.
Старший син Владислава, князь Болеслав Високий, провів кілька років у вигнанні в Німеччині. Коли він став правити в Нижній Сілезії, він запросив цистеріанських ченців з абатства Пфорта, розташованого на річці Заале і поселив їх в Любйонзі. Вони стали першими представниками свого ордену в Сілезії. Перший монастирський комплекс будувався до 1175 року, коли князь Болеслав I видав офіційну хартію про заснування замку Ґродзець. Провівши дренажні роботи, монахам меліорували землю в болотистих околицях монастиря, розорали три поля для сівозміни та розбили виноградники. Їх зусилля поклали початок середньовічному німецькому розселенню на схід, в тому числі і в Сілезію.
Близько 1200 року церква абатства була перебудована, ставши першою будівлею в стилі цегляної готики в регіоні. Тут був похований князь Болеслав, який помер в 1201 році. Підйом Любйонза продовжився при правлінні його сина князя Генрика I Бородатого і його дружини Ядвіги Сілезької. У 1202 році шлюбна пара заснувала Тшебницьке абатство  За указом Папи Гонорія III в 1220 році воно стало дочірнім щодо Любйонзького абатства. В 1222 році послідовно було створено Могільске абатство в Малопольщі та в 1227 році -  Генріковське абатство. У 1249 році монахи Любйонза взяли під своє управління колишнє августинське абатство Кам'янець, а у 1256 році навіть влаштували монастир в Бишево, що в Куявії, який в 1288 році був перенесений в Короново .
З 1249 по 1844 року Любйонж мав міські привілеї. У 1327 році сілезький князь Генріх VI Хороший визнав себе васалом короля Богемії Яна I Сліпого, і коли той помер без спадкоємців чоловічої статі в 1335 році, його землі, в тому числі Любенж, відійшли до Богемського королівства. Монастирський комплекс був зруйнований в ході Гуситських воєн, і, крім того, монахи були вигнані за указом войовничого князя Яна II Божевільного в 1492 році, який перетворив абатство в мисливський будинок. Цистерціанці не змогли повернутися, поки Ян II не пішов у Франкфурт-на-Одері в Бранденбурзі. У XVI столітті абатство зіткнулося з протестантською Реформацією та успадкуванням земель Богемської корони від австрійської династії Габсбургів. Під час Тридцятилітньої війни абатство було захоплено і розграбовано шведськими військами в 1638 році.
Абатство опікувалось німецьким художником Міхаелем Вільманом після його звернення в католицтво в 1660-х роках.
В 1810 році за указом короля Фрідріха Вільгельма III цистерціанці були вигнані з Любйонжу.
Під час Другої світової війни, в будівлях колишнього абатства розміщувалися секретні дослідницькі лабораторії та виробничі підприємства: де виконували роботу зокрема ув'язнені. Вони працювали над розвитком радіолокаційних комплектуючих і виробництвом двигунів для ракет Фау-1 і Фау-2. В кінці війни, в будівлі колишнього монастиря розмістилися солдати Червоної Армії, а потім і радянська військова психіатрична лікарня. У цей час монастир зазнав великої шкоди (наприклад, дерев'яними меблями топили печі). Після цього протягом десятиліть він і зовсім був покинутий.
З 1989 року монастир почали реставрувати. До нього потягнулося безліч туристів. Щороку влітку тут проходить фестиваль альтернативної культури під назвою SLOT Art.

## Галерея

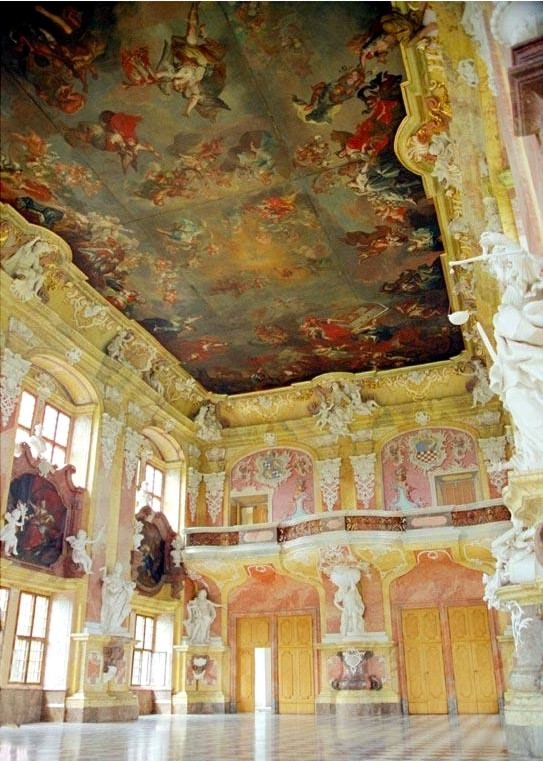
Західна сторона Княжої зали

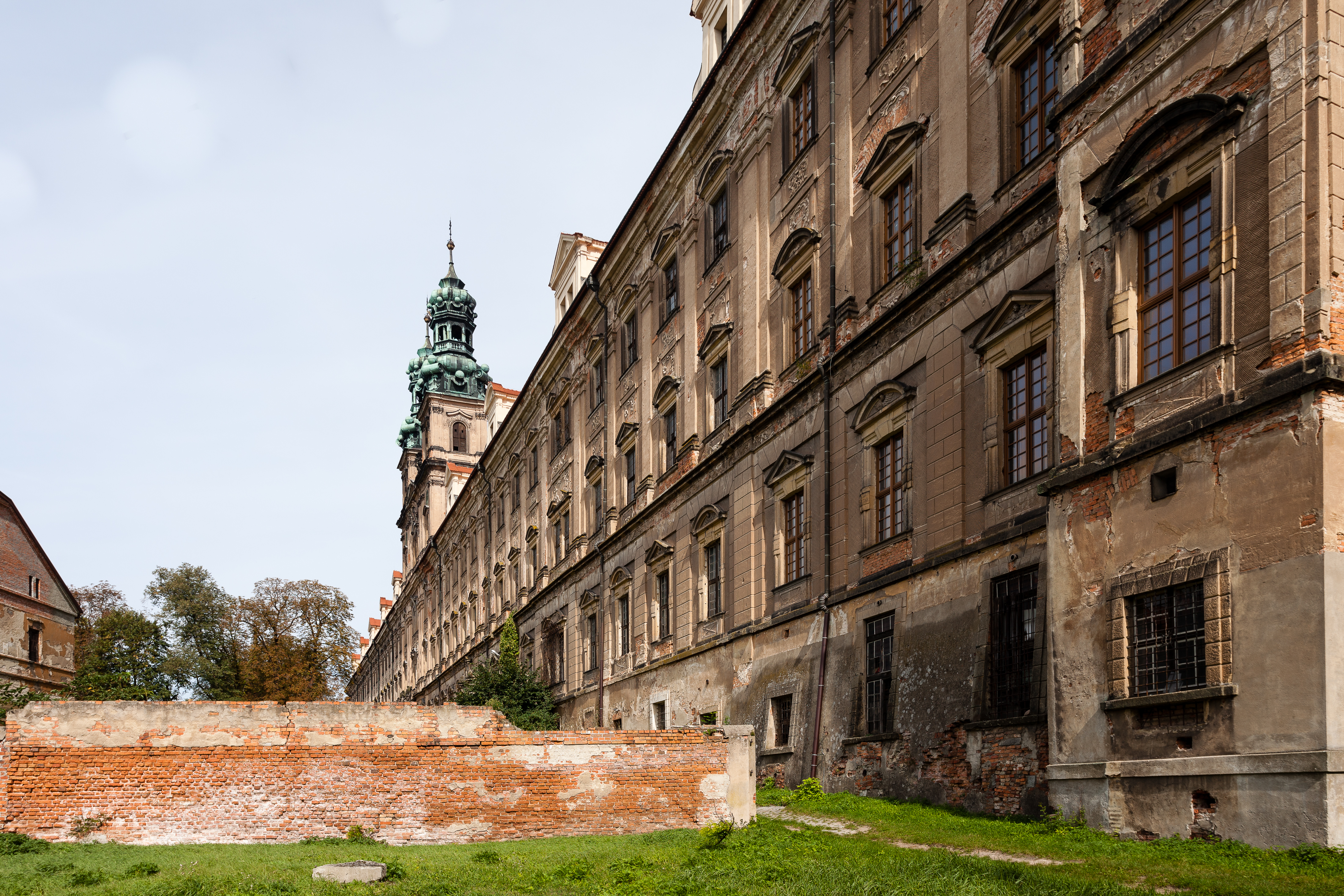
Головний фасад
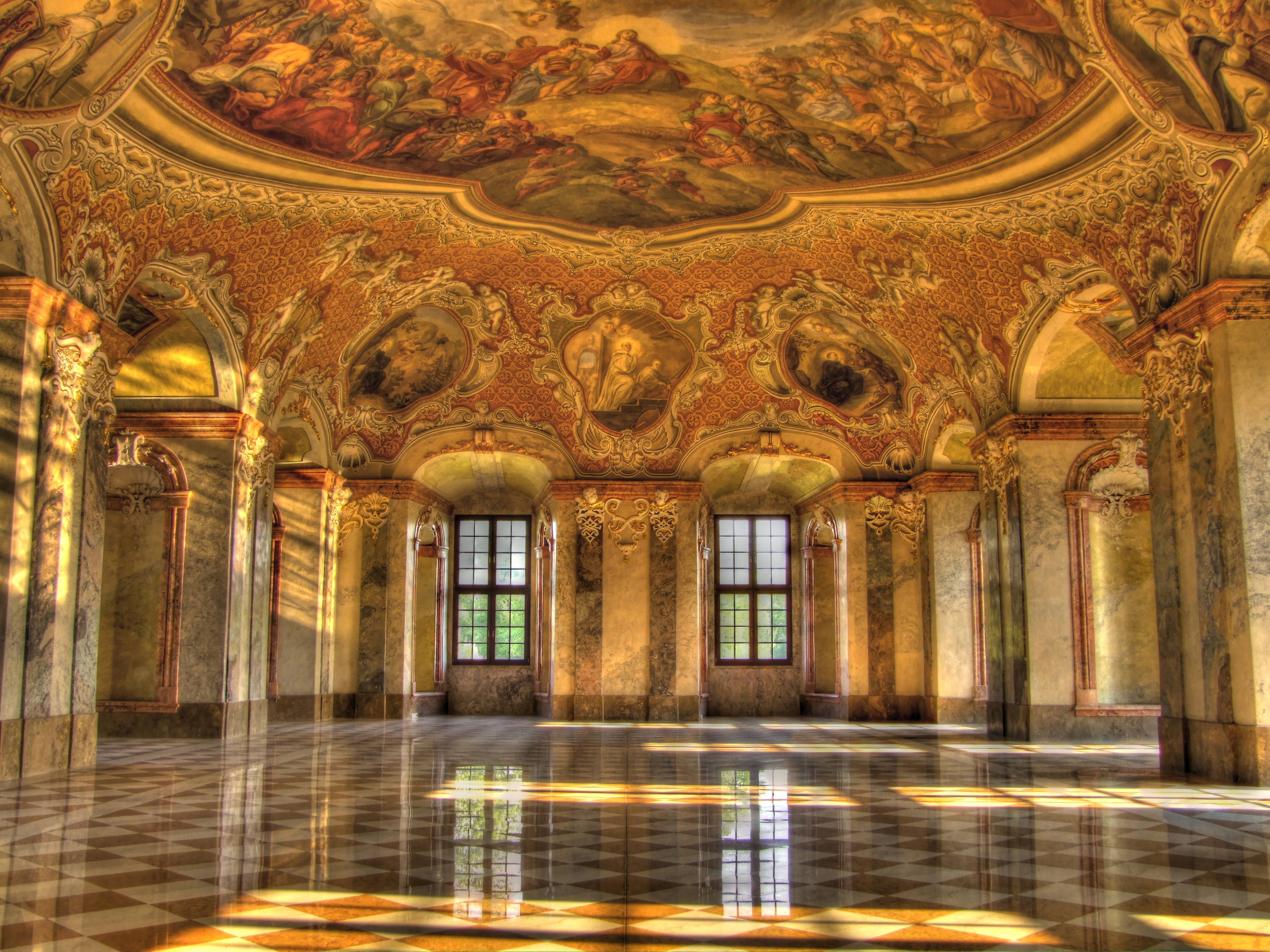
Головна трапезна
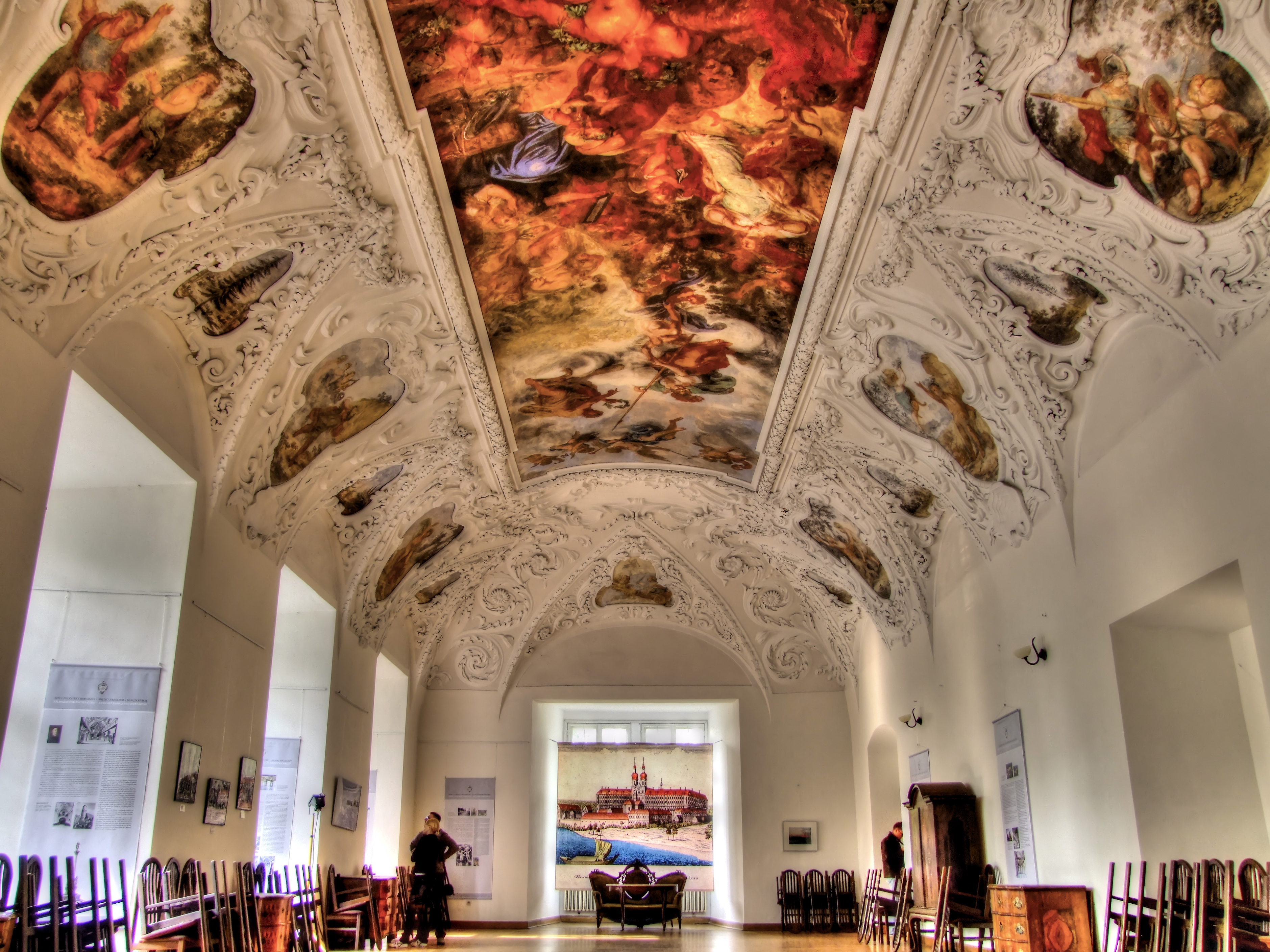
Літня трапезна
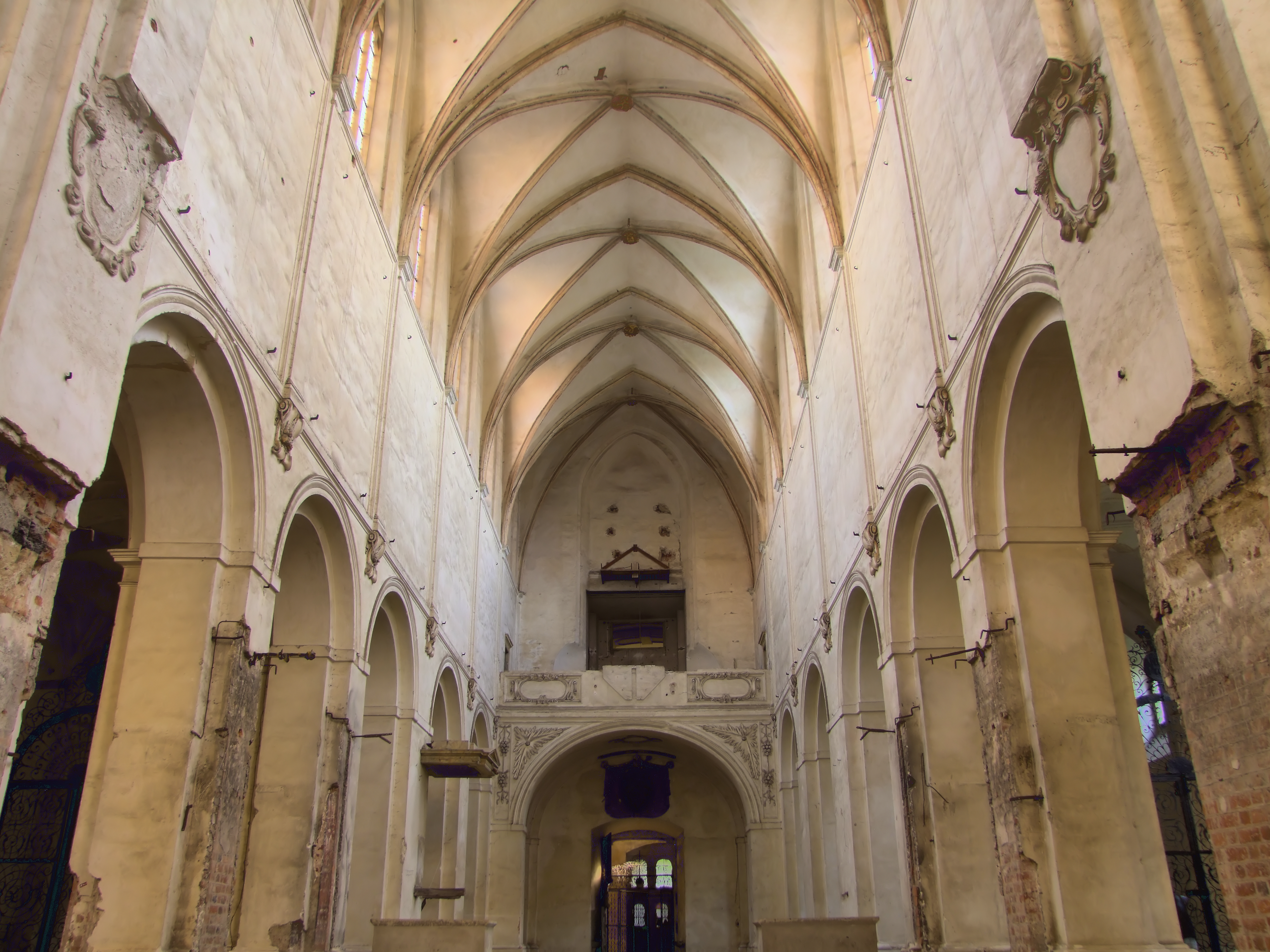
Інтер'єр церкви
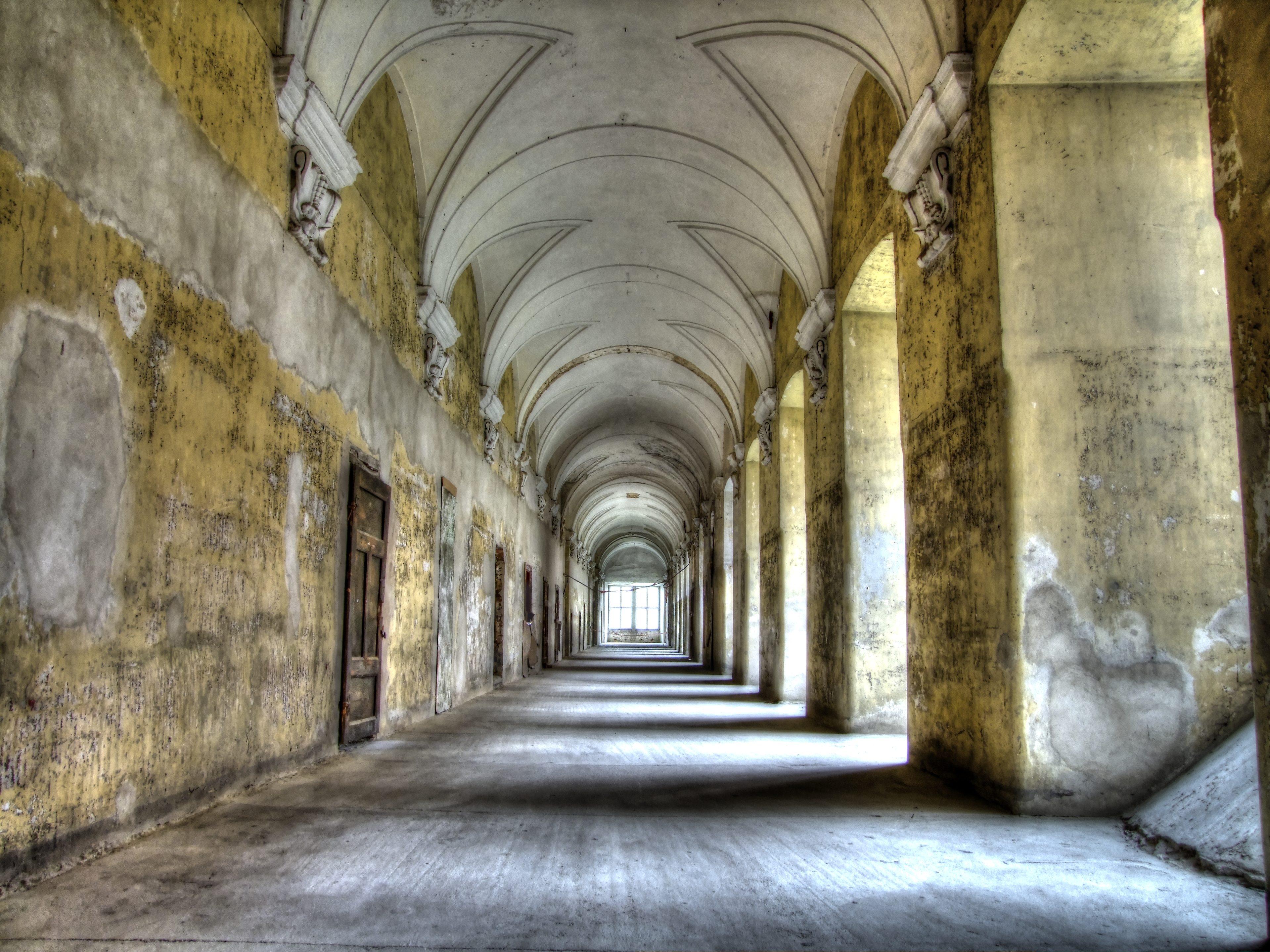
Один з коридорів